# Kouassi-Datèkro
Kouassi-Datèkro  est une localité de l'est de la Côte d'Ivoire et appartenant au département de Koun-Fao, Région du Gontougo. La localité de Kouassi-Datèkro est un chef-lieu de commune.

## Personnalités politiques
- S.E.M  Amara Essy : homme politique, ancien ministre houphouétiste, diplomate de carrière hors pair, ancien président de la commission de l'Union africaine UA, est candidat déclaré à la présidence de la république d'octobre 2015
- Kobenan Anaky Innocent : homme politique, ancien ministre sous le régime du président socialiste Gbagbo, est président fondateur du parti MFA coalisé avec le RHDP ;
- Kobenan Adjoumani : homme politique, ministre RHDP/PDCI sous le régime du président ivoirien Alassane Ouattara ;
- Sonan Jean François Donald : homme politique, actuel député PDCI à l’assemblée nationale.